# Марион Донхофф (гимназия)

Гимназия Марион Донхофф (MDG) — гимназия Гамбурга. Школа была основана в 1890 году и до 1968 года была женской. До 2009 года школа называлась гимназией Вильхёден, затем была переименована в честь Марион Донхофф.

## История
В 1890 году при участии теолога Теодора Паульсена в Бланкенезе была основана частная школа для девочек из высшего общества. Изначально школа располагалась в арендованных помещениях, сначала на Нордерштрассе, затем на Хоэн Вег. В 1904 году община Бланкенезе взяла на себя часть ответственности за школу, которая в 1906 году переехала в новое здание реальной гимназии на Кирштенштрассе 3, ныне Гимназия Бланкенезе. В 1911 году школа полностью перешла в общественное управление, а в 1914 году получила статус лицея. В 1916 году школа была национализирована, а в 1927 году стала оберлицеем. 
До 1937 года школа называлась городским лицеем Альтона-Бланкенезе, состояла из шести классов с расширением до оберлицея. В 1959 году школа переехала на нынешнюю территорию и была переименована в Гимназию Вильхёден. В 1968 году было введено совместное обучение мальчиков и девочек. В 2009 году Гимназия Вильхёден была переименована в «Гимназию Марион Донхофф».

## Здание
Школа была спроектирована с 1953 года и построена к 1959 году по проектам в павильонном стиле архитектора Пауля Зайца. Одновременно Зайц разработал павильон типа A как сборные модули для школьного строительства, с помощью которых за несколько лет было построено более 400 классных комнат. Одноэтажные здания открываются к зелёным зонам окружающей среды или включают небольшие внутренние дворы в атриумном стиле.
В 1966 году был построен гимнастический зал (ныне актовый зал). В 1990-х годах некоторые части школьной архитектуры были снесены из-за содержания асбеста. В 2003 году был построен трёхзальный спортивный зал, который эксплуатируется в сотрудничестве с SV Blankenese. Взамен спортивный клуб участвовал в финансировании строительства. В 2020 году было построено трёхэтажное сборное здание типа «Гамбургский школьный дом».

## Профиль школы
В старших классах гимназия предлагает следующие профили:
- Будущее естественных наук
- Система Земля и человек
- Искусство и культура
- Общество в движении
- Общество и язык (билингвальный профиль)

В 2009 году в музыкальном предмете были введены свободные мастерские для 7 и 8 классов. Концепция была отмечена Европейской школьной музыкальной премией в 2011 году.

## Известные бывшие ученики и учителя
- Вальтраут Рубиен (1927–2017), педагог (учительница в Гимназии Вильхёден)
- Сюзанна Альбрехт[англ.] (* 1951), бывшая террористка RAF (ученица Гимназии Вильхёден)
- Биргит Грундманн (* 1959), юрист и государственный секретарь (выпускница Гимназии Вильхёден)
- Вальтер Шойерль (* 1961), юрист и политик (выпускник 1980 года Гимназии Вильхёден)
- Петер Венцель (* 1963), политик и государственный советник (выпускник 1983 года Гимназии Вильхёден)
- Аннетте Заберски (* 1964), журналистка (выпускница 1983 года Гимназии Вильхёден)
- Хартвиг Тёне (* 1975), спортивный журналист
- Луиза Нойбауэр (* 1996), климатическая активистка (выпускница 2014 года MDG)
- Феликс Даутценберг[нем.] (* 2004), певец, известный как Berq (выпускник 2022 года MDG)